# Осенцини (гміна)
Гміна Осенцини (пол. Gmina Osięciny) — сільська гміна у північній Польщі. Належить до Радзейовського повіту Куявсько-Поморського воєводства.
Станом на 31 грудня 2011 у гміні проживало 8055 осіб.

## Площа
Згідно з даними за 2007 рік площа гміни становила 122.99 км², у тому числі:
- орні землі: 89.00%
- ліси: 5.00%

Таким чином, площа гміни становить 20.26% площі повіту.

## Населення
Станом на 31 грудня 2011:
| Опис     | Загалом | Загалом | Чоловіки | Чоловіки | Жінки | Жінки |
| -------- | ------- | ------- | -------- | -------- | ----- | ----- |
| одиниця  | осіб    | %       | осіб     | %        | осіб  | %     |
| все      | 8055    | 100     | 3966     | 49.24    | 4089  | 50.76 |
| міське   | 0       | 100     | 0        |          | 0     |       |
| сільське | 8055    | 100     | 3966     | 49.24    | 4089  | 50.76 |

## Сусідні гміни
Гміна Осенцини межує з такими гмінами: Бондково, Бжешць-Куявський, Битонь, Добре, Любранець, Радзеюв, Топулька, Закшево.